# Garra lautior
Garra lautior är en fiskart som beskrevs av Banister, 1987. Garra lautior ingår i släktet Garra och familjen karpfiskar. Inga underarter finns listade i Catalogue of Life.